# Wilhelm Voigt
Friedrich Wilhelm Voigt, detto il capitano di Köpenick (der Hauptmann von Köpenick), citato in italiano anche come Guglielmo Voigt (Tilsit, 13 febbraio 1849 – Lussemburgo, 3 gennaio 1922), è stato un criminale tedesco.
È celebre soprattutto per un'impresa portata a termine nel 1906 in cui, travestito da ufficiale prussiano, prese il controllo del municipio di Köpenick per alcune ore, facendo imprigionare il tesoriere e il sindaco e allontanandosi con parte del tesoro cittadino.
In Germania Voigt non viene comunemente considerato un criminale, bensì un eroe popolare che si opponeva alle ingiustizie del governo, intrappolato in un paradosso: non poteva avere lavoro perché privo di passaporto, ma non poteva avere un passaporto poiché non aveva lavoro (un esempio di Paradosso del Comma 22). 

## Biografia

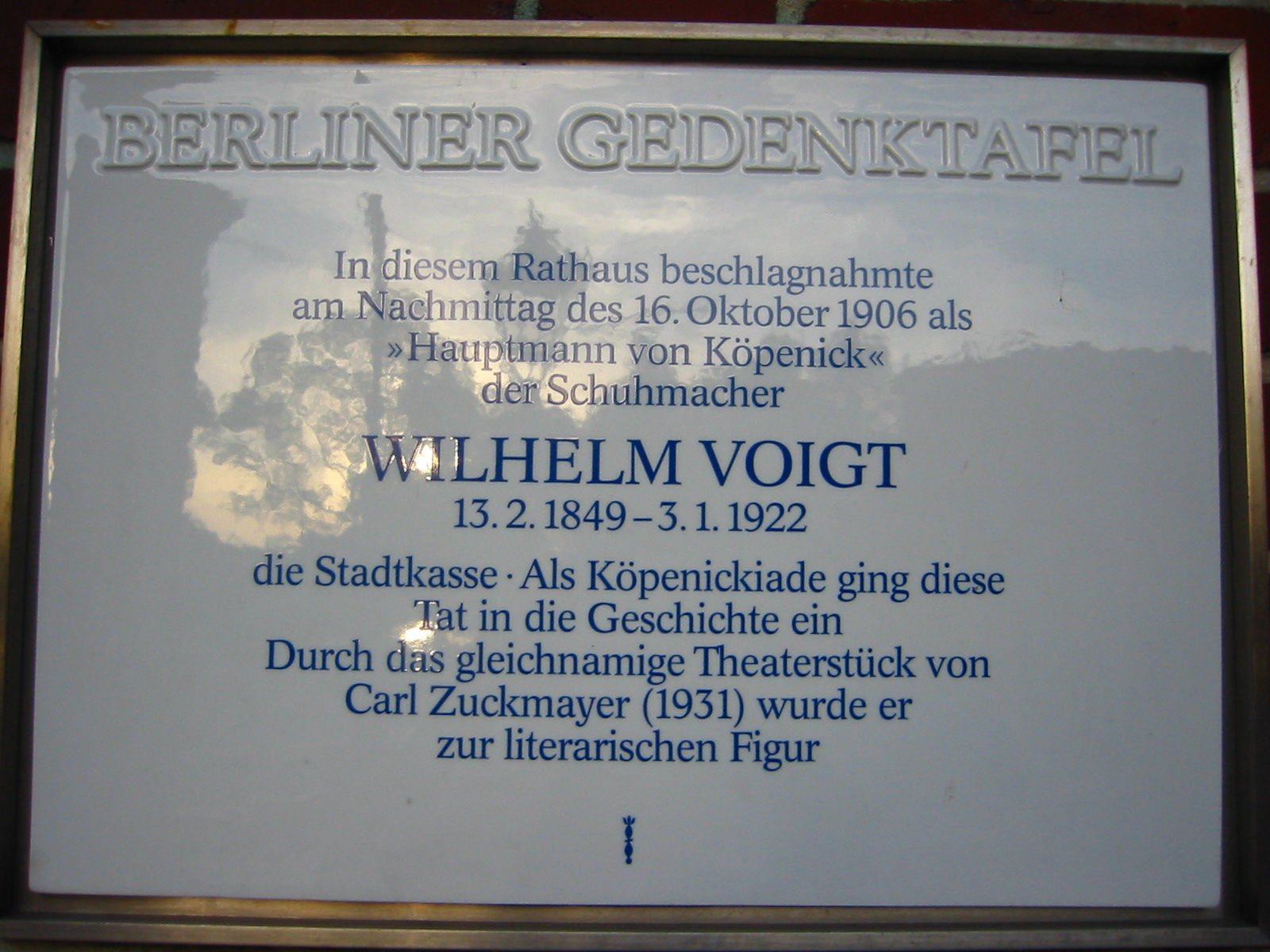
Un memoriale per Voigt al municipio di Köpenick. Il testo spiega i fatti, riporta la data e il ruolo della commedia di Carl Zuckmayer nel portare fama all'impresa

Voigt nacque a Tilsit, Prussia (poi diventata Sovetsk) il 13 febbraio 1849. Nel 1863, all'età di 14 anni, ricevette una condanna a 14 giorni di prigione per furto. Per la condanna fu espulso dalla scuola, e cominciò a lavorare come apprendista calzolaio col padre. Tra il 1864 e il 1891 Voigt collezionò una serie di condanne per furto e contraffazione per un totale di 25 anni di carcere, arrivando ad essere condannato a 15 anni per un singolo furto, venendo infine rilasciato il 12 febbraio 1906.
Voigt visse come vagabondo per qualche tempo, andando poi a vivere con la sorella a Rixdorf, nei pressi di Berlino. Lavorò saltuariamente come calzolaio, finché il 24 agosto 1906 la polizia lo espulse da Berlino come "indesiderabile", per via del fatto che aveva scontato condanne in passato. Ufficialmente dichiarò di volersi recare ad Amburgo, ma rimase in segreto a Berlino.

### Il capitano di Köpenick

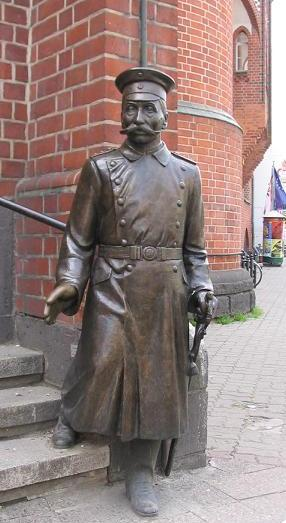
Una statua di Wilhelm Voigt vestito da Capitano di Köpenick al municipio di Köpenick.

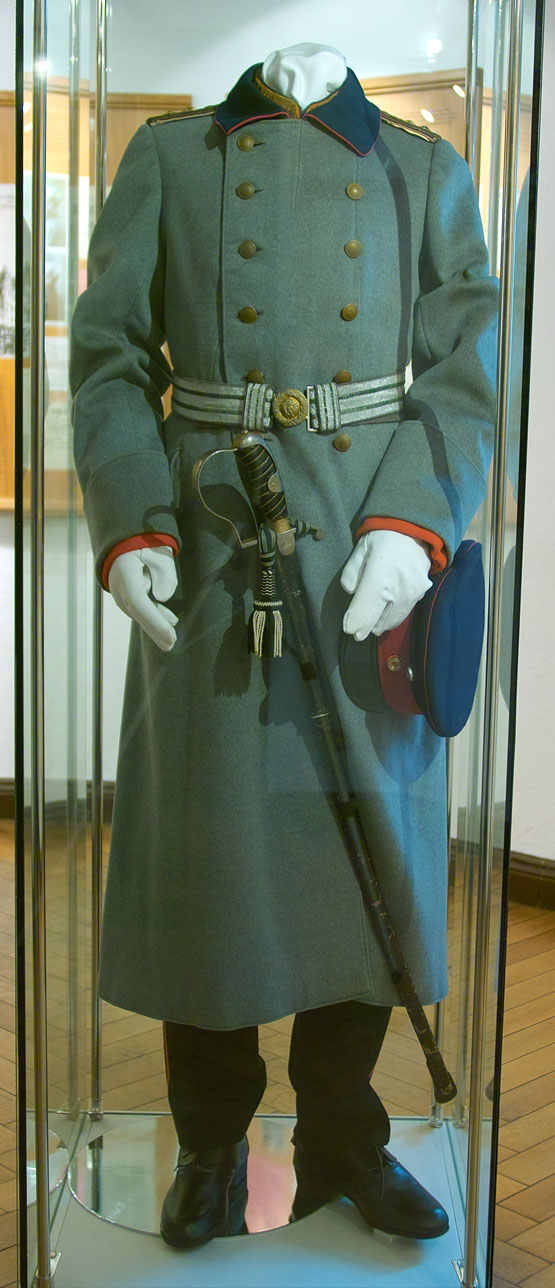
L'uniforme da capitano indossata da Wilhelm Voigt, municipio di Köpenick.

Il 16 ottobre 1906, dopo una lunga preparazione, Voigt era pronto a portare a termine una nuova truffa. Aveva acquistato in vari negozi alcuni pezzi di uniformi da capitano usate, e, dopo averle cucite insieme, aveva fatto alcune prove con dei soldati per vedere che effetto suscitassero. Dieci giorni prima aveva dato le dimissioni dalla fabbrica di scarpe dove lavorava. Dopo aver indossato l'uniforme, si diresse alla caserma locale, dove richiamò quattro granatieri e un sergente di ritorno da una pattuglia e ordinò loro di seguirlo. I soldati, alla vista dell'uniforme e addestrati ad obbedire senza domande, seguirono Voigt, il quale dopo aver fatto allontanare il sergente reclutò altri sei soldati dal poligono di tiro. In compagnia dei soldati, si diresse in treno verso Köpenick, a est di Berlino: lì con i soldati occupò il municipio, bloccando tutte le uscite.
Ordinò quindi alla polizia del luogo di occuparsi del mantenimento della legge e dell'ordine, e diede ordine al locale ufficio postale di impedire qualsiasi comunicazione con Berlino per un'ora. Fece arrestare il tesoriere von Wiltberg e il sindaco Georg Langerhans, affermando di sospettarli di irregolarità sui bilanci, e confiscò 4 002 marchi e 37 pfennig, lasciando anche una ricevuta. La ricevuta aveva la firma del direttore della prigione in cui Voigt aveva scontato la pena. Voigt requisì due carri, e ordinò ai granatieri di portare gli uomini in stato di arresto alla Neue Wache di Berlino per l'interrogatorio. Ordinò alle altre guardie di rimanere in posizione per mezz'ora, e si allontanò verso la stazione. Dopo essersi cambiato in abiti civili, scomparve.

### Le indagini
Nei giorni successivi la stampa tedesca avanzò diverse ipotesi su cosa fosse accaduto, mentre l'esercito condusse un'inchiesta formale. Il pubblico prese in simpatia il coraggioso e originale truffatore. Voigt fu arrestato il 26 ottobre. Il 1º dicembre ricevette una condanna a quattro anni di prigione per contraffazione, per aver impersonato un ufficiale e per "imprigionamento illecito". Tuttavia, l'opinione pubblica rimase in suo favore. Il Kaiser Guglielmo II gli concesse la grazia il 16 agosto 1908. Secondo alcune testimonianze, anche il Kaiser fu divertito dall'incidente, e definì Voigt un "amabile mascalzone".
Anche la stampa inglese trovò motivi di divertimento, vedendo l'evento come una conferma degli stereotipi sul popolo tedesco. Il 27 ottobre 1906 sul The Illustrated London News comparve una nota che ricordava che:
Sullo stesso numero, Gilbert Keith Chesterton sottolineava che:

### Conseguenze
Voigt decise di sfruttare la sua fama, intraprendendo una serie di iniziative nel mondo dello spettacolo. Una sua statua in cera fu esposta al museo delle cere di Berlino, in Unter den Linden, già quattro giorni dopo il suo rilascio. Voigt stesso apparve in pubblico al museo per autografare le proprie fotografie, ma gli ufficiali della città il giorno stesso gli vietarono di tenere altri incontri pubblici.
Per aggirare il divieto, cominciò a interpretare se stesso in una commedia rappresentata in vari piccoli teatri tedeschi, cogliendo le occasioni per autografare fotografie. La commedia ebbe buon successo e, nonostante il divieto delle forze dell'ordine, venne rappresentata anche a Dresda, Vienna e Budapest all'interno di cabaret, ristoranti e parchi divertimenti. Nel 1909 Voigt a Lipsia pubblicò un libro, Come diventai il Capitano di Köpenick, che ottenne buon riscontro di vendite. Un suo tour negli Stati Uniti rischiò di fallire, poiché le autorità statunitensi gli rifiutarono il visto. Sbarcato nel 1910 in Canada, entrò negli USA via terra. Una sua statua venne esposta al museo di Madame Tussauds a Londra.
Nel 1910 si trasferì in Lussemburgo, lavorando come cameriere e calzolaio e vivendo di un vitalizio garantitogli da una ricca vedova berlinese. Due anni dopo acquistò una casa e andò in pensione, ma l'inflazione che seguì la prima guerra mondiale distrusse la sua ricchezza. Voigt morì in Lussemburgo nel 1922.

## Rappresentazioni artistiche

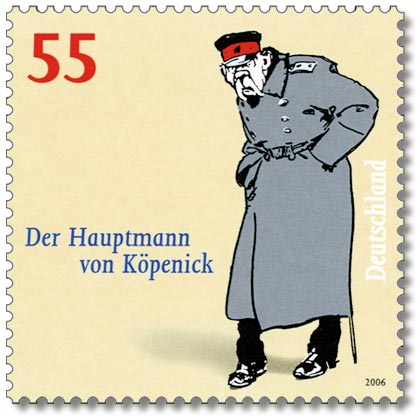
Francobollo tedesco, 2006

Nel 1931 l'autore tedesco Carl Zuckmayer scrisse una piece teatrale dal titolo Il capitano di Köpenick. La storia ispirò diversi film, tra cui Il capitano di Köpenick del 1956 con Heinz Rühmann, un film per la TV nel 1960 con Rudolf Platte e uno del 1997 con Harald Juhnke.
Adattamenti teatrali in lingua italiana si ebbero dapprima con Mario Spagnol nel 1956 sul periodico Sipario e successivamente, nel
1973, anche per il Teatro Stabile del Friuli-Venezia Giulia (replicato pure su altri palcoscenici) ad opera di Lino Carpinteri e Mariano Faraguna, con Renato Rascel nel ruolo di Guglielmo Voigt, regia di Sandro Bolchi, scena e costumi di Luciano Damiani.
In lingua inglese invece, un adattamento della commedia venne inoltre curata da John Mortimer, e fu rappresentato dal National Theatre il 9 marzo 1971, con Paul Scofield nel ruolo del protagonista.